# Santo Niño, South Cotabato
Santo Niño là một đô thị hạng 4 ở tỉnh South Cotabato, Philippines. Theo điều tra dân số năm 2000 của Philipin, đô thị này có dân số 36.228 người trong 7.082 hộ.

## Các đơn vị hành chính
Sto. Niño được chia thành 10 barangay.
- Ambalgan
- Guinsang-an
- Katipunan
- Manuel Roxas
- Panay
- Poblacion
- San Isidro
- San Vicente
- Teresita
- Sajaneba